# Серебрянский Камень
Серебрянский Камень — гора в Конжаковско-Серебрянском горном массиве в 8 км на восток от вершины г. Конжаковский Камень. Высота 1305,2 м. Покрыта лесом, выше 850 м — зона тундры, каменные россыпи и многочисленные живописные скалы. Привершинные гребни, т. н. Серебрянский Крест, объявлены памятником природы. Для северного и южного отрогов характерны мощные известняковые гребнеобразные скалы-останцы высотой от 10 до 40 м а также оригинальные столбообразные выходы высотой до 15 м. Категория сложности — 1А, 1Б (траверс скальной зубчатки западного гребня от перевала Серебрянский). У юго-западного подножия горы в 14 км от её вершины можно наблюдать скалы-останцы Блины.